# Cuộc chiến nhân tình
Cuộc chiến nhân tình là một bộ phim truyền hình được thực hiện bởi Hãng phim Hoàng Thần Tài do Hoàng Mập làm đạo diễn. Phim phát sóng vào lúc 20h00 từ thứ 2 đến thứ 7 hàng tuần bắt đầu từ ngày 22 tháng 2 năm 2021 và kết thúc vào ngày 2 tháng 4 năm 2021 trên kênh TodayTV.

## Nội dung
Bộ phim xoay quanh các nhân vật như Dương (Đông Dương), bác sĩ Kiệt (Thiên Bảo) và những người phụ nữ. Dương là một người có ngoại hình cuốn hút, giàu lòng yêu thương con người, động vật, có võ và ăn chay trường. Anh luôn cầu mong có cuộc sống bình yên nhưng chẳng ngày nào được yên bình vì lòng tốt của mình thường bị lợi dụng. Còn bác sĩ Kiệt lại là một người có nội tâm phức tạp, khó đoán. Mặc dù là một nhân tài, có ý chí nhưng lại hay mổ xẻ động vật làm thí nghiệm và ủ mưu chế tạo thuốc độc để giết người nhằm trục lợi cá nhân...

## Diễn viên
- Đông Dương trong vai Dương[5]
- Thiên Bảo trong vai Kiệt[5]
- Mỹ Hạnh trong vai Hằng[5]
- Phi Linh trong vai Thiên Kim[5]
- Hoa hậu Đặng Thu Thảo trong vai Mai[6]
- Kiều Linh trong vai Hồng[7]
- Hoàng Mập trong vai Cá Mập[8]
- Văn Tùng trong vai Ông Lâm
- Hà Kim trong vai Minh
- Châu Minh Trí trong vai Tâm
- Hữu Thành trong vai Thầy Xuân
- Mai Sơn trong vai Ba Phải

Cùng một số diễn viên khác....

## Giải thưởng
| Năm  | Giải thưởng   | Hạng mục                                | (Người) đề cử | Kết quả | Tham khảo    |
| ---- | ------------- | --------------------------------------- | ------------- | ------- | ------------ |
| 2021 | Ngôi Sao Xanh | Phim truyền hình xuất sắc nhất          | —             | Đề cử   | [ 9 ] [ 10 ] |
| 2021 | Ngôi Sao Xanh | Nam diễn viên truyền hình xuất sắc nhất | Đông Dương    | Đề cử   | [ 9 ] [ 10 ] |
| 2021 | Ngôi Sao Xanh | Đạo diễn xuất sắc nhất                  | Hoàng Mập     | Đề cử   | [ 9 ] [ 10 ] |